# Olga Bancic
Olga Bancic (ˈolɡa ˈbant͡ʃik; de naixement Golda Bancic; coneguda també pel seu nom de guerra en francès Pierrette; 10 de maig de 1912 – 10 de maig de 1944) fou una activista jueva comunista romanesa, coneguda per les seves accions amb la Resistència francesa. Fou membre de l'FTP-MOI i del grup de Missak Manouchian, i fou capturada per l'exèrcit nazi a finals de 1943, i executada poc després. Bancic estava casada amb l'escriptor i company de lluitar a l'FTP-MOI Alexandru Jar. Fou l'última persona executada per decapitació per destral o similar (i no per guillotina) a Alemanya, i l'última coneguda a Europa.

## Biografia
Bancic va néixer en una família jueva a Chișinău, Bessaràbia, que en aquell moment era part de l'Imperi Rus, passant al Regne de Romania després de la Primera Guerra Mundial. Va treballar en una fàbrica de matalassos a partir dels 12 anys, i va entrar al moviment sindical, participant en una vaga durant la qual fou arrestada i presumptament colpejada. Bancic, que es va fer membre del Partit Comunista Romanès, llavors il·legal, fou arrestada unes quantes vegades. El 1936, va viatjar a França, on va ajudar els activistes d'esquerres d'allà a transportar armes a les forces republicanes que lluitaven a la Guerra Civil espanyola.
Poc abans de l'inici de la Segona Guerra Mundial, Bancic va tenir una filla amb Alexandru Jar, i li va posar de nom Dolores, en honor de Dolores Ibárruri ("la Pasionaria"). Va deixar Dolores a càrrec d'una família francesa quan va començar l'ocupació de França per l'Alemanya Nazi, i es va fer de l'FTP-MOI (Francs-tireurs et partisans – main-d'œuvre immigrée, franctiradors i partisans - mà d'obra immigrada) a París, prenent part en una centena d'accions de sabotatge contra la Wehrmacht, implicant-se personalment en la fabricació i transport d'explosius. En aquesta època, el Partit Comunista Romanès, debilitat per successives batudes, havia quedat dividit en diversos grups autònoms. Bancic fou del grup d'activistes romanesos que es van integrar al Partit Comunista Francès.
Arrestada per la Gestapo el 6 de novembre de 1943, fou torturada, però no va donar informació sobre els seus companys. Després de l'arrest del Grup Manouchian, la Gestapo va publicar una sèrie de pòsters de propaganda, que es van conèixer com l'Affiche Rouge, on hi sortien els retrats dels seus membres, Bancic inclosa, com a "terroristes".
El 21 de febrer de 1944, ella, Manouchian, i 21 persones més foren condemnats a mort. Tots els homes foren executats el mateix dia a Fort Mont-Valérien; com que una llei francesa prohibia executar les dones per afusellament, el mètode habitual per liquidar els membres de la resistència, Bancic, l'única dona del Grup, fou deportada a Stuttgart i decapitada al patí de la presó a les 6 del matí del dia que feia 32 anys, fou enterrada el mateix dia. Mentre la portaven al patíbul, va escriure una lletra a la seva filla Dolores, que es coneixia com a Dolores Jacob, en un tros de paper que va llançar per una finestra, juntament amb una nota que deia "Benvolguda senyora: li demano si us plau que doni aquesta carta a la meva filleta Dolores Jacob després de la guerra. És l'últim desig d'una mare que només viurà dotze hores més".

## Llegat

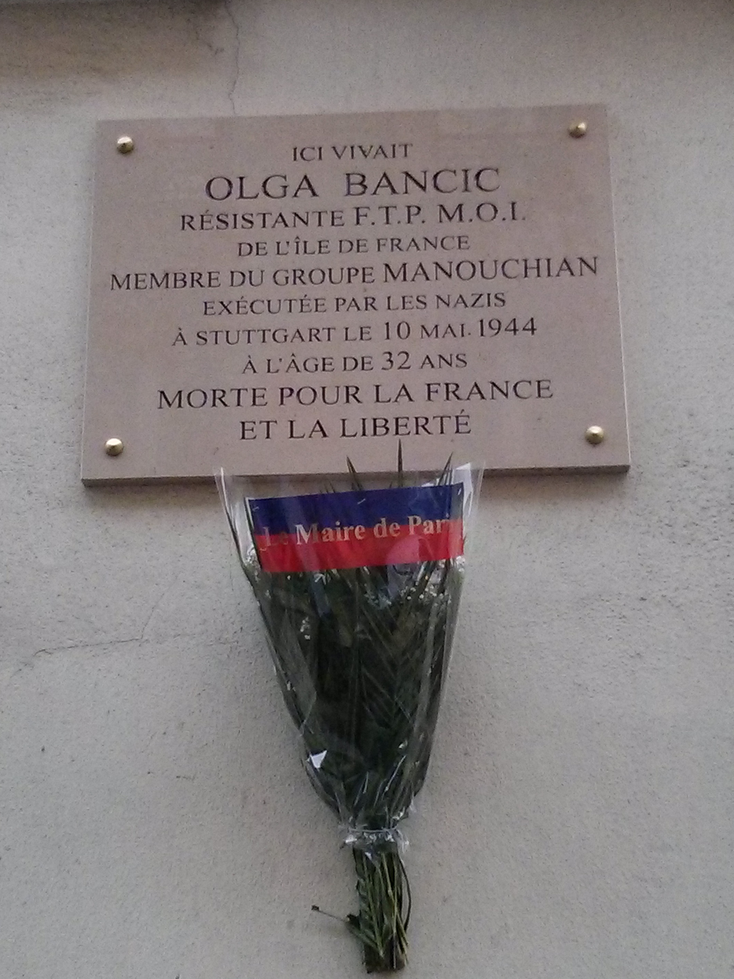
Memorial, 114 rue du Chateau, Paris, districte 14

El vidu de Bancic, Alexandru Jar, va tornar a Romania al final de la guerra, i va fer carrera sota el nou règim comunista. Durant els anys 50, va convertir-se en un opositor notable a la direcció del Partit per Gheorghe Gheorghiu-Dej.
Hi ha uns quants carrers amb el nom de Bancic, i alguns petits monuments en memòria seva, a més d'una placa a la secció del PCF del Cementiri d'Ivry a Ivry-sur-Seine. Les autoritats comunistes la mencionaven amb orgull, però va caure en desús després de la revolució romanesa de 1989. El 2005, l'escriptor i periodista Bedros Horasangian va criticar la iniciativa de l'ajuntament de Bucarest de treure'n la placa commemorativa de Polonă Street i de treure-la del nomenclàtor dels carrers, amb l'argument que: "no és apropiat i insulta la memòria d'una dona que va morir per la victòria aliada quan Romania era aliada dels alemanys!). […] A França, els que van lluitar en la resistència antifeixista reben tots els respectes".